# Michail Fradkov
Michail Jefimovitsj Fradkov (Russisch: Михаил Ефимович Фрадков) (Koeroemotsj, 1 september 1950) is een Russisch politicus en was van 1 maart 2004 tot 12 september 2007 premier van Rusland.
Fradkov werd geboren in het dorp Koeroemotsj, dicht bij de stad Koejbysjev, nu bekend als Samara. Hij studeerde zowel aan het Instituut voor Ontwerp van Werktuigmachines in Moskou (Станкоинструментальный, afgestudeerd in 1972) als aan de Academie van Buitenlandse Handel (afgestudeerd in 1981). In 1973 kreeg hij een baan bij de economische afdeling van de ambassade van de Sovjet-Unie in India, waar hij twee jaar bleef. Daarna nam hij in zijn geboorteland diverse politieke functies in. In 1991 was hij de vertegenwoordiger van Rusland bij de Algemene Overeenkomst betreffende tarieven en handel (GATT) in Genève.
In eind 1992 werd Fradkov benoemd tot de Afgevaardigde Minister van Buitenlandse Economische Relaties. Minder dan een jaar later, in oktober 1993, werd hij de Afgevaardigde Eerste Minister van Buitenlandse Economische Relaties. Op 15 april 1997 werd Fradkov via een presidentieel besluit door Boris Jeltsin benoemd tot Minister van Buitenlandse Economische Relaties en Handel, een post die hij bijna een jaar behield. In het midden van 1999 werd hij via een ander presidentieel besluit tot Minister van Handel benoemd.
Fradkov werd bestuurder van de Federale Belastingpolitie onder Vladimir Poetin in 2001. In 2003 werd hij benoemd tot de vertegenwoordiger van Rusland in de Europese Unie. Op 1 maart 2004 werd hij door Poetin benoemd tot minister-president van Rusland; deze benoeming werd op 5 maart goedgekeurd door de Doema.
De benoeming van Fradkov tot eerste minister was een verrassing voor vele waarnemers, aangezien hij niet als deel van de directe kameraden van Vladimir Poetin werd gezien.
Een van de eerste zaken die hij uitvoerde was het verminderen van het aantal ministeries van 23 naar 14 en het halveren van de kabinetsstaf.